# 養老サイダー

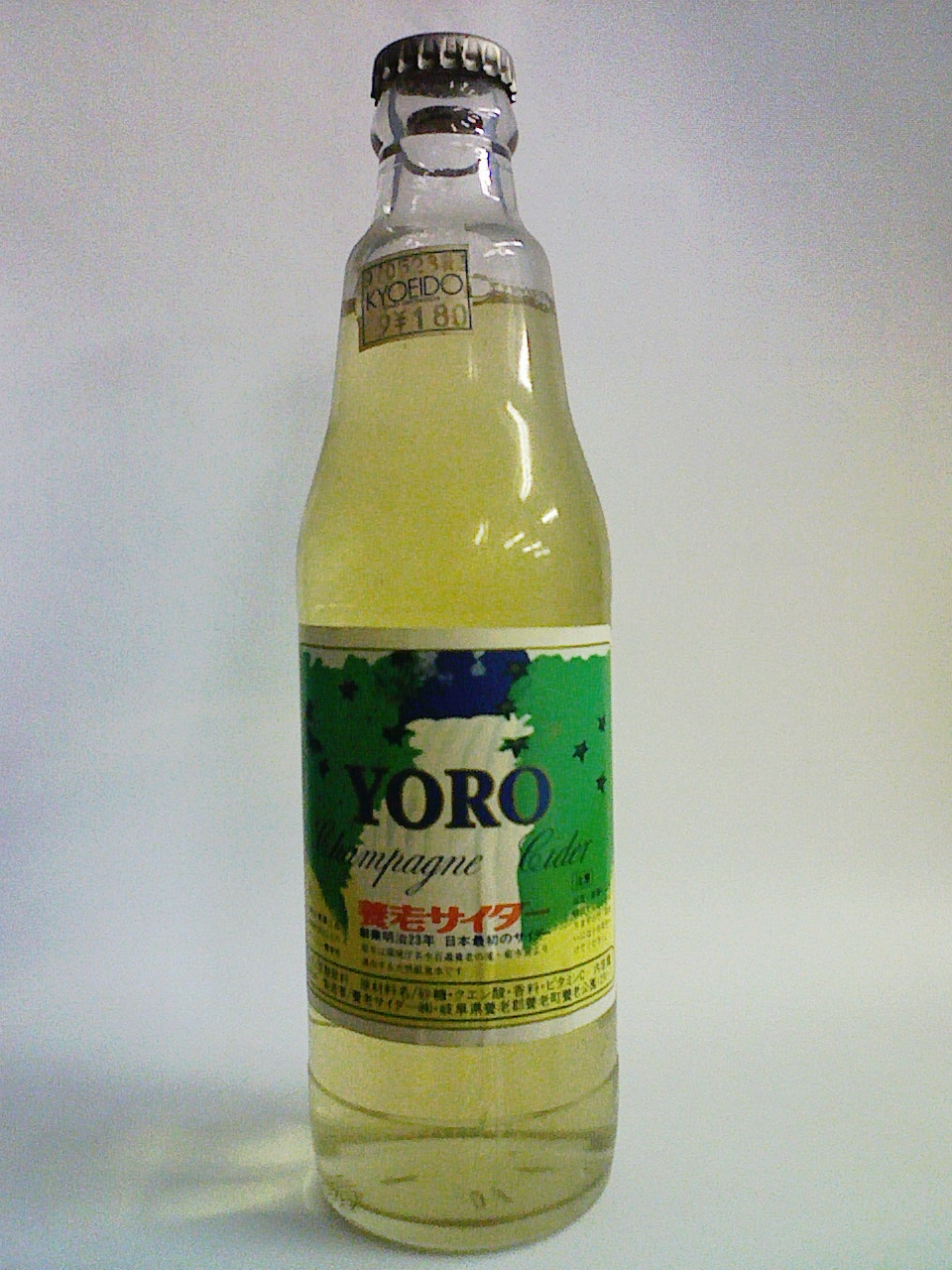
養老サイダー

養老サイダー（ようろうサイダー）とは、かつて岐阜県養老郡養老町に存在したサイダー（地サイダー）、および製造元の養老サイダー株式会社のこと。明治時代から昭和時代前期にかけて西日本で人気が高く、昭和初期には東日本の三ツ矢サイダーと双璧を成していた。

## 特徴
- 養老サイダーは通常の大手清涼飲料水メーカーの製造するサイダーより、味に深みがあったという。この理由は大きく3点が考えられる。
  - 養老の滝（水がお酒になった親孝行の「養老孝子伝説」など故事がある。この地を行幸した元正天皇は「醴泉は、美泉なり。もって老を養うべし。蓋し水の精なればなり。天下に大赦して、霊亀三年を改め養老元年と成すべし」との詔を出し「養老」に改元したという）で有名な名水菊水泉の水を直接取水し、その水を使用している。この水は通常の鉱泉水とは成分に違いがあり、カルシウムとマグネシウムとナトリウムの比率が10:5:1という硬水に近い配合である。
  - 味つけに使用する砂糖が純度99.9%のグラニュー糖である。
  - このグラニュー糖にクエン酸とビタミンCを加え、2時間という長時間かけて煮詰めてシロップを作る（大手清涼飲料水メーカーの場合はせいぜい数分程度）。非常に手の込んだ製造方法である。
- 原材料の配合比やレシピは、養老サイダーの社長のみが代々受け継いでいた。

## 所在地
〒503-1254 岐阜県養老郡養老町養老公園1291-1（北緯35度16分54.5秒 東経136度32分20.1秒 / 北緯35.281806度 東経136.538917度座標: 北緯35度16分54.5秒 東経136度32分20.1秒 / 北緯35.281806度 東経136.538917度）

## 沿革
- 1890年（明治23年） - 大垣市にて開屋創業。伊吹サイダー製造開始。
- 1897年〜1899年（明治30年前後） - 伊吹サイダー販売開始。
- 1900年（明治33年） - 名水を求めた結果、菊水泉が優れていることが判明し、工場を養老町へ移転。
- 1902年（明治35年） - 本社も同町へ移転。
- 1910年（明治43年） - 品評会で高く評価されるなどして全国的に知名度が高まり、「東の三ツ矢、西の養老」と言われ始める。
- 1964年（昭和39年） - 社名を養老サイダーに改名。
- 1999年（平成11年） - 4代目社長の急逝のため、後継者問題が発生。また、職人の高齢化、施設の老朽化が深刻となる。
- 2000年（平成12年）12月 - 養老サイダーの製造を中止。
- 2014年（平成26年） - 会社自体も廃業。

## 養老サイダーの後継
前述の通り、社長の急逝に加え後継者不在により養老サイダーのレシピは受け継がれず、幻となってしまった。養老の滝の売店、名神高速道路養老SA、養老町及び近隣市町村の一部のスーパーマーケットなどで2000年から販売されている「養老山麓サイダー」は、養老町の株式会社第一物産が販売しているが、レシピは養老サイダーとは異なる物である。

## 養老サイダーの復刻
2017年が養老改元1300年に当たることから、それを記念して2016年10月、中日本高速道路がインターネットで運営資金を集めるクラウドファンディングを使って復刻させるアイデアを養老町に提案し、養老町観光協会の有志により養老サイダー復刻プロジェクトを立ち上げたが、レシピは当時まだ幻であった。そのような中の2017年3月、旧・養老サイダー工場のロッカーからオリジナルのレシピが書かれたメモが見つかった。養老サイダー復刻プロジェクトはそのレシピを譲り受け、創業者の日比野家と岐阜県立大垣養老高等学校の協力の下で、当時のオリジナルの養老サイダーの開発を行うこととなった。資金はインターネットで募り、2017年9月ごろに5000本を製造。募金者への送付及び養老公園内限定販売の予定である。
2021年現在、養老サイダーは養老サイダー復刻プロジェクトを引き継いだ「養老サイダー復刻合同会社」によって販売され、製造は三重県桑名市の鈴木鉱泉が行っている。養老公園内及び養老町内の一部の店舗、名神高速道路養老SAで販売、公式サイト内からの通販で入手可能である。

## その他
- ネーポン - 兵庫県神戸市のツルヤ食料品研究所が製造している飲料。2007年2月末に、製造者の体力的な理由などにより製造が中止される。